# SAT2D
SAT2D, een afkorting voor Snowwhites and the two Dwarfs, was een Nederlandse band die in 2005 werd opgericht. De band bracht voornamelijk powerpop ten gehore.

## Geschiedenis
SAT2D won de finale bij Nu of Nooit 2007, waarna de groep mocht optreden op Pinkpop 2008. Al eerder wonnen ze de Nationale Muziek Olympiade voor beste popsong, de landelijke finale Kunstbende 2006 categorie Muziek. SAT2D was ook een van de zes bands die in het jaar 2007/2008 door Nederland toerden in het kader van Dommelsch Locals Only! on tour met LiveXS. Andere programma's waarin zij te zien waren, zijn onder meer: de Herman van Veen Show (RTV Utrecht) en het publieke programma Villa Live (VPRO).
Op 15 februari 2008 werd in Paradiso de CD Unsigned 'The Young Ones' gepresenteerd, een initiatief van het Nationaal Pop Instituut om getalenteerde bands zonder platencontract een kans te geven zich te presenteren in de media. SAT2D was een van de zes jonge bands die uitgekozen werd voor deze editie van de "unsigned cd", met alleen bands in de leeftijdscategorie 14 t/m 21 jaar. Op deze CD staan twee nummers van SAT2D.
De band trad ook op in het voorprogramma van Golden Earring en Tokio Hotel. Ook was SAT2D te gast in het radioprogramma Nachtegiel van 3FM. Hierin speelden zij de nummers New generation, I'm not okay en The story of Sarah Red.
Op 11 februari 2009 maakte de band bekend te gaan stoppen. Het laatste optreden was op 30 mei 2009.

## Bandleden
- Kelly Kockelkoren: zang/gitaar/teksten
- Tim Arits: drums
- Marlouk Basten: zang/gitaar
- Tom van Eerd: basgitaar

## Discografie
Op 8 september 2006 werd in muziekcentrum De Bosuil te Weert door SAT2D hun CD Refill my Reality en de clip voor een van de nummers, The Story of Sarah Red, gepresenteerd.

### Nummers
1. The story of Sarah Red
2. Memories
3. Syndrome
4. I'm not okay
5. New generation

In de begintijd van de band werd op de school van de zangeressen een nummer opgenomen dat later werd uitgebracht met de verzamel-CD Where The Condor Flies:
1. Don't Fall

Ook zijn in de loop der tijd diverse nummers via de website aan fans aangeboden als:
1. Jimmy's Diary
2. You make me sick

Op de CD Unsigned 'The Young Ones', staan twee nummers van SAT2D:
1. The Story of Sarah Red
2. Miss Paradise

In mei 2008 kwam de single Devil Girl uit.
1. Devil girl
2. New generation